# Pape Ndaye Latir
Pape Ndaye Latir, né le 4 avril 1985, est un footballeur sénégalais. 
Il joue au poste d'attaquant. 

## Carrière
Pape Ndaye Latir commence sa carrière au Dakar Université Club au Sénégal. En 2004 il rejoint l'ASO de Chlef en Algérie, où il joue deux saisons, puis il signe en 2007 avec le club marocain du Difaâ d'El Jadida. Il inscrit 8 buts en championnat lors de la saison 2007-2008 du championnat du Maroc[réf. nécessaire].
En 2010 il part en Égypte, au Haras El-Hedood Club. En 2013, on le retrouve en Indonésie, d'abord au Persidafon Dafonsoro (en) puis au Persegres Gresik United (en) et au Persiba Balikpapan.